# آلکس وسکر
آلکس وسکر (به انگلیسی Alex Wesker) نام یک شخصیت در سری بازی رایانه‌ای رزیدنت ایول است. آلکس دوازدهمین نفر از سیزده گزینهٔ نهایی پروژه ی کودکان وسکر است. او در جریان پروژهٔ کودکان وسکر که توسط اوزول ای اسپنسر طراحی شده بود، قرار گرفت. هدف از این پروژه، ساخت دنیایی جدید بود که در آن انسانهایی با ضریب هوشی بسیار بالاتر و اشتباهاتی بسیار کمتر زندگی می‌کردند.
آلکس نیز از پدر و مادری نخبه متولد شده بود و به اعتقاد اسپنسر، یقیناً دارای DNA برتر نیز بود. او در جریان اجرای پروژه، یکی از کمتر کسانی بود که توانست در آزمایش‌ها موفق شود؛ آزمایش‌هایی که حتی خودش هم از آن بی خبر بود. او با آموزشهایی که دیده بود، درآینده به استخدام شرکت آمبرلا درآمده و به عنوان پژوهشگر در آنجا مشغول به کار می‌شود.
از دید اسپنسر، آلکس یکی از مناسب‌ترین گزینه‌های دارای آبندهٔ روشن در میان دیگر گزینه‌ها بود. آلکس نیز نسبت به اسپنسر، وفادار نشان داد و اینها سبب شد تا اسپنسر یک پروژهٔ مخفیانه را به آلکس بسپارد. آلکس مطالعات و پژوهش‌های خود را پیرامون ویروسی که از اسپنسر گرفته بود، در جزیره‌ای متعلق به اسپنسر در اقیانوس آرام آغاز کرد و هدف از این پروژه جاویدان کردن اسپنسر بود
. آلکس موفق به این کار بزرگ شد، اما خیانت‌های اسپنسر به او، سبب شد تا راه دیگری را در پیش بگیرد.
- حضور او در این سری: ذکر شدن نام در رزیدنت ایول ۵.